# Independents per Algemesí
Independents per Algemesí va ser un partit polític d'àmbit municipal del municipi d'Algemesí, a la Ribera Alta. La seua ideologia era progressista i valencianista.
IPA va ser fundada per dos militants catòlics i nacionalistes valencians com Eduard Sarrió Gonzalvo i Joan Girbés, qui seria primer alcalde democràtic d'Algemesí després de la mort de Franco.
A les eleccions municipals de 1979, IPA va rebre el 40,70% dels vots dels veïns d'Algemesí, sent la força més votada amb 9 regidors i obtenint l'alcaldia. A les eleccions del 83, IPA obté la majoria absoluta amb 58,47% de vots i 14 regidors de 21. En 1987 comença a evidenciar-se el declivi de la formació, obtenint 6 regidors i el 23,68% dels vots, tot passant a ser segona força.